# Le Pèse-personne
Pour plus de détails, voir Fiche technique et Distribution.
Le Pèse-personne (An Ounce of Pink en anglais) est un cartoon réalisé par Hawley Pratt et sorti dans les salles de cinéma le 20 octobre 1965, mettant en scène La Panthère rose.

## Résumé
Alors que La Panthère rose se promène, elle est interpelée par un pèse-personne parlant. L'appareil sert bientôt de compagnon à notre Panthère et lui donne des conseils. Mais l'engin lui coûte cher car elle doit mettre une pièce à chaque fois pour qu'elle fonctionne. Bientôt le pèse-personne lui cause plus de souci qu'autre chose et la Panthère décide de s'en débarrasser mais ce ne sera pas aussi facile que prévu.

## Fiche
- Titre original : An Ounce of Pink
- Titre français : Le Pèse-personne
- Réalisation : Hawley Pratt
- Scénario : Bob Kurtz
- Thème musical : Henry Mancini
- Musique : William Lava
- Animation : Norm McCabe, Laverne Harding et Don Williams
- Peintre décorateur : Dick Ung
- Décors : Tom O'Loughlin
- Montage : Lee Gunther
- Producteur superviseur : Bill Orcutt
- Voix : Larry Storch et Laura Olsher
- Producteurs : David H. DePatie et Friz Freleng
- Production : Mirisch-Geoffrey-DePatie Freleng Production
- Distribution : United Artists (1965) (cinéma) (USA)
- Durée : 7 minutes
- Format : 1,37 :1
- Son : mono
- Couleurs, 35 mm (De Luxe)
- Langue : anglais
- Pays de production : États-Unis
- Sortie : 20 octobre 1965

## Particularité du cartoon
Dans cet épisode, des voix ainsi que des rires enregistrés sont présents.

## Sortie vidéo
- Le cartoon est disponible dans le premier disque de la collection DVD La Panthère rose: Les cartoons en version originale sous-titrée en français.